# Psyrana longestylata
Psyrana longestylata är en insektsart som först beskrevs av Brunner von Wattenwyl 1891.  Psyrana longestylata ingår i släktet Psyrana och familjen vårtbitare. Inga underarter finns listade i Catalogue of Life.